# Margret Stuffmann
Margret Stuffmann (* 24. November 1936 in Berlin; † 17. Februar 2020 in Frankfurt am Main) war eine deutsche Kunsthistorikerin. Sie war Leiterin der Graphischen Sammlung des Städelschen Kunstinstituts in Frankfurt am Main.

## Leben und Werk
Nach dem Krieg zog Stuffmann mit ihren Eltern nach Frankfurt. Sie studierte Kunstgeschichte, Archäologie und Romanistik an den Universitäten in Frankfurt am Main, Freiburg im Breisgau, München und Paris. Bei Harald Keller wurde sie 1962 mit einer Arbeit über den französischen Künstler Charles de La Fosse promoviert. Es schloss sich ein mehrjähriger Studienaufenthalt in der französischen Hauptstadt an. Weitere Forschungsaufenthalte führten sie nach London, Venedig und Leningrad.
1966 kam Stuffmann an das Städel Museum, zunächst als Volontärin, anschließend als Kustodin. Sie betreute den Bestand der Europäischen Malerei des 16. bis 18. Jahrhunderts. Daneben schrieb sie in den 1960er Jahren Feuilletons für die Neue Zürcher Zeitung. 1974 wurde sie, als Nachfolgerin des verstorbenen Kurt Schwarzweller, Leiterin der Graphischen Sammlung am Museum. Gleichzeitig lehrte sie am Kunstgeschichtlichen Institut der Johann Wolfgang Goethe-Universität. Den Museumsbestand erweiterte sie in ihrer Dienstzeit vornehmlich mit französischen Zeichnungen und Druckgrafiken des 19. Jahrhunderts sowie um Werke der amerikanischen Kunst nach 1945. Im Jahr 1995 wurde sie mit dem Hessischen Kulturpreis ausgezeichnet. Stuffmann ging 2001 in den Ruhestand, ihre Nachfolge in der Leitung der Graphischen Sammlung traten Jutta Schütt und Martin Sonnabend an.
Stuffmanns Interessens- und Forschungsschwerpunkte lagen auf der Französischen Malerei des 17. bis 19. Jahrhunderts sowie auf der Druckgrafik und der Handzeichnung bis zur Gegenwart. Stuffmann kuratierte zahlreiche Ausstellungen im Städel Museum und erweiterte die grafische Sammlung des Hauses erheblich.

## Schriften (Auswahl)
- Max Klinger 1857–1920. Ein Handschuh – Traum und künstlerische Wirklichkeit. Städtische Galerie im Städelschen Kunstinstitut und Hamburger Kunsthalle, Frankfurt am Main 1992.
- (zusammen mit Colta Ives): Honoré Daumier. Zeichnungen. Hatje Cantz, Stuttgart 1997, ISBN 978-3-7757-0390-1.
- (Hrsg.): Zeichnen in Rom 1790–1830. König, Köln 2001, ISBN 978-3-88375-520-5.
- (Hrsg.): Wie im Traum. Odilon Redon. Hatje Cantz, Ostfildern 2007, ISBN 978-3-7757-1893-6 (englische Ausgabe: ISBN 978-3-7757-1894-3).
- Eugène Delacroix: Spiegelungen – Tasso im Irrenhaus. Hirmer, München 2008, ISBN 978-3-7774-4515-1.
- (zusammen mit Colta Ives): Daumier Drawings. Metropolitan Museum of Art New York 2013, ISBN 978-0-300-19966-6.